# Polymixis dubia
Polymixis dubia là một loài bướm đêm trong họ Noctuidae.